# Qualitätsplan
Ein Qualitätsplan ist im Projektmanagement ein Dokument, in dem die Maßnahmen zur konstruktiven Qualitätssicherung (beispielsweise Entwicklungsrichtlinien) und analytischen Qualitätssicherung (beispielsweise Test oder Review) konkret für ein Projekt geplant werden.
Die Art der Maßnahmen ist vom jeweiligen Projektprodukt (Projektergebnis) abhängig. Je nach Projektgröße ist ein spezieller Qualitätsmanager für die Entwicklung und Abstimmung des Qualitätsplans sowie der Ausführungssteuerung der Qualitätssicherungsmaßnahmen zuständig.
Der Qualitätsplan orientiert sich am Lasten- und Pflichtenheft. Dort werden die Eigenschaften der zu erbringenden Leistung oder des herzustellenden Produktes spezifiziert.
Es gibt Überschneidungen zwischen Projektplan und Qualitätsplan, abhängig davon, welcher Art das Projektmanagement ist. Es ist die Aufgabe des Qualitätsmanagers im Projekt die Qualität von Prozessen und Projektergebnissen sicherzustellen.
Ein Beispiel für einen Qualitätsplan ist die Auflistung der Erfüllung der Kundenanforderungen beim Quality Function Deployment.